# Walter Rossa
Walter Rossa (Caracas, 1962) é um arquitecto, urbanista e académico português.

## Formação e percurso profissional
É arquiteto pela Universidade Técnica de Lisboa (1985), mestre em História da Arte pela Universidade Nova de Lisboa (1991), doutor (2001) e agregado (2013) em arquitetura pela Universidade de Coimbra, professor catedrático da Faculdade de Ciências e Tecnologia (1989) e investigador do Centro de História da Sociedade e da Cultura da Universidade de Coimbra (2021).
Foi professor convidado da Universidade Federal da Bahia, Universidade Federal Fluminense, Universidad Pablo de Olavide, M_EIA - Instituto Universitário de Artes, Tecnologia e Cultura do Mindelo, Universidade do Porto, Universidade do Lúrio, Universidade de Goa  (Cátedra Cunha Rivara), Universidade do Algarve (Cátedra Odebrecht Capistrano de Abreu) e University of Massachusetts Dartmouth, (Hélio and Amélia Pedroso/ Luso-American Development Foundation Endowed Chair).
Até 2016 foi o primeiro diretor do portal interativo HPIP, Heritage of Portuguese Influence/ Património de Influência Portuguesa e, com  Miguel Bandeira Jerónimo, é coordenador do Programa de Doutoramento Patrimónios de Influência Portuguesa.

## Percurso Académico
Tem trabalhos publicados em Português, Inglês, Espanhol, Francês e Italiano sobre teoria e história do urbanismo e ordenamento do território, história da arquitetura e património cultural. A sua pesquisa tem sido desenvolvida em duas linhas de grande reciprocidade.
I. Uma dedicada à urbanística de influência portuguesa cujos primeiros marcos foram:
i) a tese de mestrado publicada como livro em 1998 Além da Baixa: indícios de planeamento urbano na Lisboa Setecentista (também com edição em Inglês);
ii) o texto A cidade portuguesa publicado em 1995 na História da Arte Portuguesa dirigida por Paulo Pereira;
iii) e o livro Cidades Indo-Portuguesas: contribuição para o estudo do urbanismo português no Hindustão Ocidental (edição bilingue) de 1997;
iv) a consolidação desse percurso foi atingida em (2002) com o livro  A urbe e o traço: uma década de estudos sobre o urbanismo português (1989-2001) no qual estão reunidos os seus principais textos dispersos publicados entre 1989 e 2001;
v) o projeto de investigação Bombay Before the British: the Indo-Portuguese layer (2004-2007), de que foi o investigado responsável, é outro marco relevante nesta linha de investigação.
Ultimamente o seu trabalho e publicações neste domínio evoluíram para a leitura das urbanísticas ibéricas como complementares na exportação dos principais modelos europeus, nos processos de construção urbana dos espaços da colonização ibero-americana e africana. A síntese surgiu na palestra como keynote speaker da 12th International Conference on Urban History: Cities in Europe Cities in the World, da European Association for Urban History (EUHA), intitulada Stone Raft: allegory on the spread of European urbanistics in Early Modern times.
II. A segunda sobre o planeamento urbano em contextos com relevância patrimonial, que no início desenvolveu com experiências de planeamento e projeto e, gradualmente, com conceptualização teórica. Entre essas experiências destaquem-se:
i) a proposta apresentada ao concurso (1º lugar) para o Projeto de Reabilitação do Mosteiro de S. Salvador de Grijó (2002);
ii) a proposta apresentada ao concurso de ideias (3º lugar) para a Reabilitação da Rua da Sofia em Coimbra (2003);
iii) a proposta apresentada ao concurso (3º lugar) para o projeto do Museu de Arte e Arqueologia do Vale do Côa (2004);
iv) a coordenação do Plano de Pormenor de Salvaguarda do Núcleo Pombalino de Vila Real de Santo António (2003-2005) e o projeto de reabilitação da respetiva Casa da Câmara e Cadeia (2006-2009).
Todos estes projetos estão publicados, bem como as respetivas memórias onde a especulação teórica merece especial destaque. Noutros textos da mesma década essa conceptualização adquire autonomia, o que surge sistematizado na coletânea Fomos condenados à cidade: uma década de estudos sobre património urbanístico (2015).
III. Nos últimos anos, a sua busca de sinergias entre essas linhas de investigação conduziu-o à formulação e desenvolvimento dos conceitos operativos gramática e património urbanístico, desenhar a história, hiperdesenho e património como tecnologia, orientando ainda o seu trabalho de análise urbanística segundo o trinómio estrutura, forma e imagem, que têm papéis diversos na relação da materialidade urbana com os tempos, os usos, as sociabilidades, as representações e as identidades da cidade a que dizem respeito.
A sua mais recente publicação sobre o assunto é «Urbanismo ou o discurso da cidade». Em Patrimónios de Influência Portuguesa: modos de olhar. Coimbra, Lisboa e Niterói: Imprensa da Universidade de Coimbra, Fundação Calouste Gulbenkian, Editora da Universidade Federal Fluminense, 2015. 
Está cada vez mais empenhado na cooperação com os países de Língua Portuguesa, tentando aplicar os seus conhecimentos e experiência em prol do desenvolvimento sustentável em ações de ensino avançado e planeamento estratégico.
A última e mais representativa ação nessa linha consiste na cooperação que estabeleceu entre as universidades Lúrio e de Coimbra, dirigida ao intercâmbio e formação docente. Entre outras ações em curso nesse contexto, em Julho de 2018 publicou o livro Oficinas de Muhipiti: planeamento estratégico, património, desenvolvimento, que editou com os seus orientandos de doutoramento Nuno Lopes e Nuno Simão Gonçalves, onde foram reunidos os resultados e informação sobre os métodos do evento homónimo, co-cordenado com Isequiel Alcolete,  que teve lugar na Ilha de Moçambique em Julho de 2017, dedicado a problemas desse sítio inscrito na Lista do Património Mundial da UNESCO.
O seu percurso está marcado por um conjunto projetos de investigação e eventos de entre os quais tiveram especial relevância:
- A direção (com Renata Araujo e Hélder Carita) do projeto A cidade como civilização: universo urbanístico português 1415-1822 desenvolvido no contexto da Comissão Nacional para as Comemorações dos Descobrimentos Portugueses entre 1996 e 2002, o qual foi um marco fundamental para a consolidação dos estudos na área e criação de redes, não só pelas reuniões científicas realizadas, mas também pelo seu programa editorial e de exposições;
- O comissariado (com Artur Teodoro de Matos, João Paulo Oliveira e Costa e Fernando António Baptista Pereira) da exposição Os espaços de um Império produzida pela Comissão Nacional para as Comemorações dos Descobrimentos Portugueses em 1997;
- Investigador Responsável do projeto Bombaim Antes dos Ingleses: a marca portuguesa no território da península de Bombaim / Bombay Before the British: the Indo-portuguese layer, desenvolvido entre 2004-2007 com financiamento da Fundação para a Ciência e a Tecnologia e no qual Paulo Varela Gomes foi também determinante;
- Coordenação (com Leão Lopes) do SIRUM, Seminário Internacional de Reabilitação Urbana do Mindelo, coprodução do Centro de Estudo de Arquitetura da Faculdade de Ciências e Tecnologia da Universidade de Coimbra, do Atelier Mar e do Instituto Universitário de Artes, Tecnologia e Cultura do Mindelo (2006);
- O comissariado (com Ana Tostões) da exposição Lisboa 1758, o Plano da Baixa Hoje, produzida em 2008 pela Câmara Municipal de Lisboa, que com o respetivo catálogo se constituiu no marco mais atual de conhecimento sobre o tema;
- O projeto editorial Património de Origem Portuguesa no Mundo: arquitetura e urbanismo da Fundação Calouste Gulbenkian dirigido por José Mattoso, no qual coordenou o volume relativo à Ásia e Oceânia publicado em 2010. Este projeto evoluiu para o website interativo, HPIP, Heritage of Portuguese Influence/ Património de Influência Portuguesa, que dirigiu até 2016;
- Coordenação da parte relativa aos Países de Língua Portuguesa do Global Report on Culture and Sustainable Urban Development da UNESCO (2016).
- Coordenação (com Isequiel Alcolete) do Oficinas de Muhipiti: planeamento estratégico, património, desenvolvimento, uma iniciativa conjunta das universidades de Coimbra e Lúrio sobre a Ilha de Moçambique, sítio inscrito na Lista do Património Mundial da UNESCO (2017).
- Titular da Cátedra UNESCO em diálogo intercultural em Patrimónios de Influência Portuguesa estabelecida em 2018 na Universidade de Coimbra. Tem como parceiros as universidades de Bologna, Federal Fluminense, Eduardo Mondlane, Paris West, Algarve, Lúrio e M_EIA, e a Fundação Calouste Gulbenkian e o Instituto Camões.

Ao longo do seu percurso tem granjeado grande reputação como pedagogo, o que além da docência em diversos contextos já fez com que orientasse 81 provas académicas, das quais 16 de doutoramento. O programa de doutoramento Patrimónios de Influência Portuguesa que coordena na Universidade de Coimbra desde 2010, recebeu em 2013 o prémio Projetos Inovadores no Domínio Educativo do Programa da Fundação Calouste Gulbenkian Qualificação das Novas Gerações, não só pela componente formativa, mas pela constituição de um think thank internacional sobre o tema, que agora tem um enquadramento institucional mais claro e abrangente na Cátedra UNESCO acima referida.
A notoriedade internacional atingida origina frequentes convites para consultoria na área do património, comités científicos de eventos e publicações e conferências, das quais, além das publicadas, já realizou uma centena (África do Sul, Argentina, Brasil, Cabo Verde, China, Estados Unidos da América, Espanha, França, Guatemala, Holanda, Índia, Itália, Macau, Marrocos, México, Moçambique, Portugal, Reino Unido, Singapura, Taiwan e Uruguai).

## Publicações relevantes
Autor e co-autor:
- 1995: A cidade portuguesa. História da Arte Portuguesa. Lisboa: Círculo de Leitores;
- 1997: Cidades Indo-Portuguesas: contribuição para o estudo do urbanismo português no Hindustão Ocidental / Indo-Portuguese Cities: a contribution to the study of Portuguese urbanism in the Western Hindustan. Lisboa: Comissão Nacional para as Comemorações dos Descobrimentos Portugueses;
- 1998: Além da Baixa: indícios de planeamento urbano na Lisboa Setecentista. Lisboa: Instituto Português do Património Arquitetónico. Também em Inglês.
- 2002: A urbe e o traço: uma década de estudos sobre o urbanismo português (1989-2001). Coimbra: Almedina;
- 2003: Portuguese land ordinance and urbanising strategies for Asia. Congress Rivalry and Conflict, European Traders and Asian Trading Networks. Leiden: dir. Leonard Blussé, CNWS Publications. 2005;
- 2005: Lisbon’s waterfront image as allegory of baroque urban aesthetic. Symposium Circa 1700: Architecture in Europe and the Americas. Washington (Studies in the History of Art, 66) National Gallery of Art;
- 2005: Questões e antecedentes da cidade portuguesa: o conhecimento sobre o urbanismo medieval e a sua expressão morfológica / Problems and precedents of the “Portuguese City”: understanding medieval urbanism. Murphy. Coimbra: Departamento de Arquitectura da Faculdade de Ciências e Tecnologia da Universidade de Coimbra. nº1, 2006. Com Luísa Trindade;
- 2006:  Bombay Before the British: the indo-portuguese layer. Mumbai Reader. Mumbai: Urban Design Research Institute;
- 2011: Former Portuguese Urban Settlements in Indian Ocean borders: last developments on its research. Entretiens du Patrimoine de l’Ocean Indien / Indian Ocean Heritage Conference, La Réunion. Montpellier: dir. Attila Cheyssial, Editions de l’Espérou. 2013;
- 2012: Il piano per Lisbona dopo il terremoto del 1755. Terremoti e ricostruzioni tra XVII e XVIII secolo, atti dei seminari internazionali. Palermo: Maria Giuffrè e Stefano Piazza (ed.), Edibook Giada;
- 2015: Fomos condenados à cidade: uma década de estudos sobre património urbanístico (2002-2013). Coimbra: Imprensa da Universidade de Coimbra. 2015;
- 2015: Urbanismo ou o discurso da cidade. Patrimónios de Influência Portuguesa: modos de olhar. Coimbra, Lisboa e Niterói: Imprensa da Universidade de Coimbra, Fundação Calouste Gulbenkian, Editora da Universidade Federal Fluminense;
- 2015: Modos de olhar. Patrimónios de Influência Portuguesa: modos de olhar. Coimbra, Lisboa e Niterói: Imprensa da Universidade de Coimbra, Fundação Calouste Gulbenkian, Editora da Universidade Federal Fluminense; com Margarida Calafate Ribeiro.
- 2018 Lisboa Moderna: da utopia de uma imagem de capital ribeirinha. Projecções de Lisboa: utopias e estratégias para uma cidade em movimento perpétuo. Lisboa: Caleidoscópio: 42-59.
- 2021 Juvarra: scenografia urbanistica per una Lisbona dell’Illuminismo. Filippo Juvarra, Domenico Scarlatti e il ruolo delle donne nella promozione dell’opera in Portugallo, ed. Giuseppina Raggi & Luís Soares Carneiro. Roma: Artemide. 11-22.
- 2022 Myth as the catalyst of a cultural heritage-building process: the case of Goa. Portuguese Literary & Cultural Studies, 36/37. Dartmouth: Tagus Press: 81-105

Editor e co-autor:
- 2001: A construção do Brasil urbano. Oceanos 41. Lisboa: Comissão Nacional para as Comemorações dos Descobrimentos Portugueses;
- 2001: Actas do Colóquio Internacional Universo Urbanístico Português 1415-1822. Lisboa: Comissão Nacional para as Comemorações dos Descobrimentos Portugueses. 2001. Com Renata Araujo e Hélder Carita;
- 2002: fac-similæ da Exposição Universo Urbanístico Português 1415-1822. Lisboa: CIUL/CML e CNCDP. 2002. Com Renata Araujo e Hélder Carita;
- 2007: O Terramoto de 1755: impactos históricos. Lisboa: Livros Horizonte. 2007. Com Ana Cristina Araújo, José Luís Cardoso, Nuno Gonçalo Monteiro e José Vicente Serrão;
- 2008: Lisboa 1758: o plano da Baixa Hoje, catálogo. Lisboa: Câmara Municipal de Lisboa. Com Ana Tostões;
- 2010: Património de Origem Portuguesa no Mundo: arquitetura e urbanismo. Ásia. Fundação Calouste Gulbenkian, Lisboa, 2010. Com José Mattoso;
- 2015: Patrimónios de Influência Portuguesa: modos de olhar. Coimbra, Lisboa e Rio de Janeiro: Imprensa da Universidade de Coimbra, Fundação Calouste Gulbenkian e Editora da Universidade Federal Fluminense; com Margarida Calafate Ribeiro.
- 2016: Mafalala: memória e espaços de um lugar. Coimbra: Imprensa da Universidade de Coimbra; com Margarida Calafate Ribeiro.
- 2018: Dossier Portuguese colonialism in Goa: Nineteenth-Century perspectives. Revista Crítica de Ciências Sociais, 115; com Rochelle Pinto and Sidh Losa Mendiratta.
- 2018: Oficinas de Muhipiti: planeamento estratégico, património, desenvolvimento. Coimbra: Imprensa da Universidade de Coimbra; com Nuno Lopes e Nuno Simão Gonçalves.
- 2021: Patrimónios Contestados. Lisboa: Público: com Miguel Bandeira Jerónimo.
- 2022: Heritage of Portuguese Influence: histories, spaces, texts, and objects. Portuguese Literary & Cultural Studies, 36/37. Dartmouth: Tagus Press; com Miguel Bandeira Jerónimo e Anna M. Klobucka.